# Bánh mì và muối

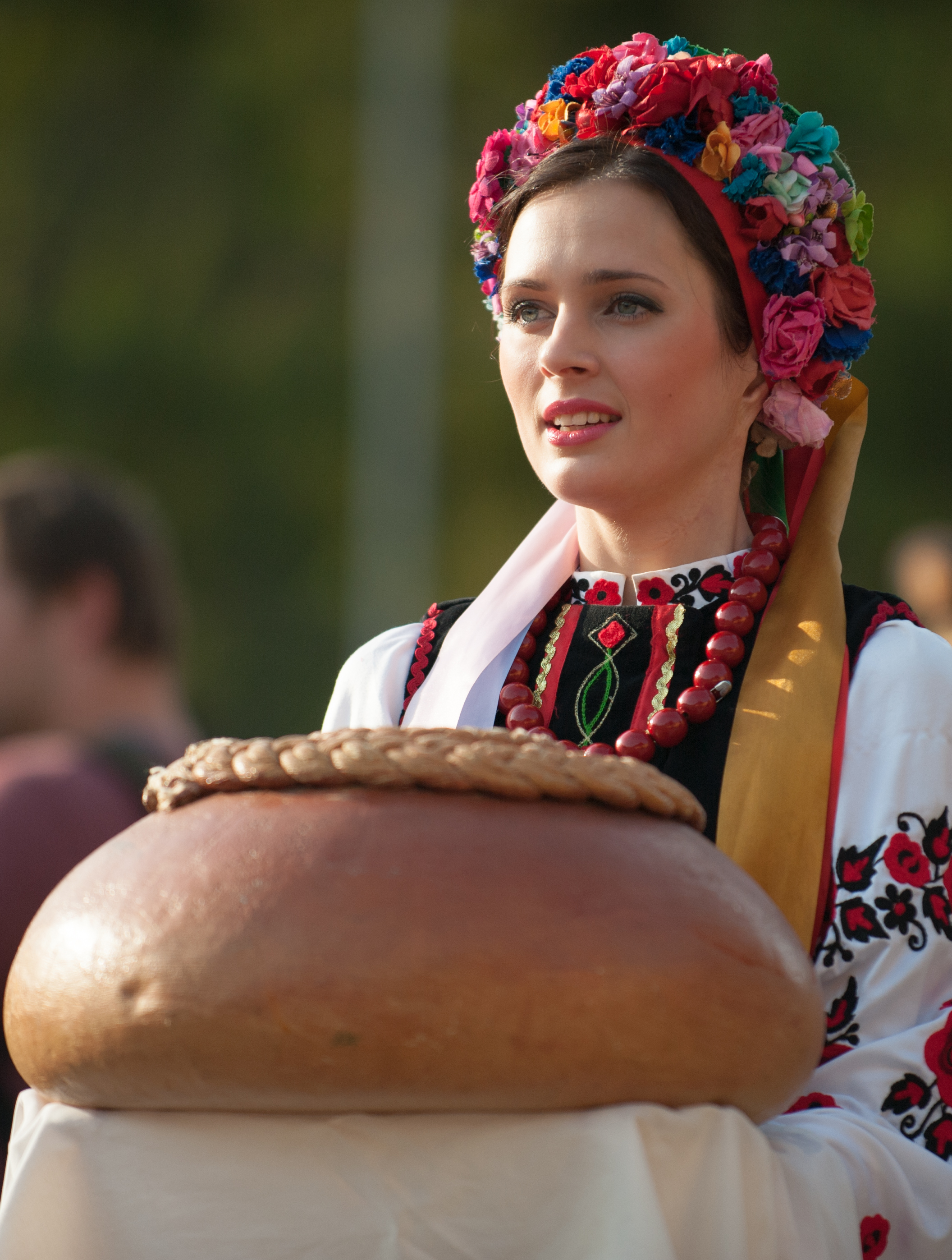
Bánh mì và muối trong nghi lễ cưới

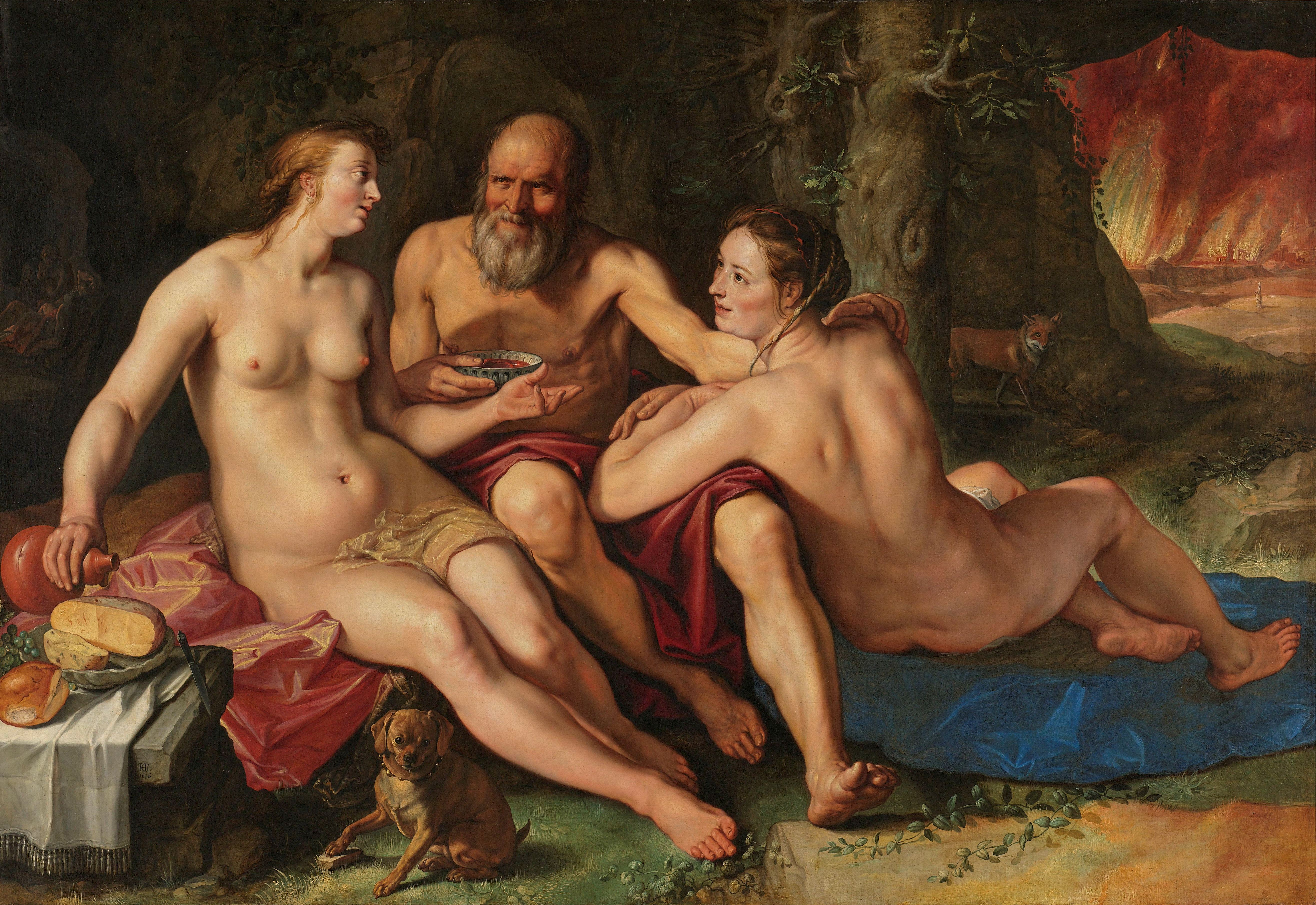
Họa phẩm về bánh mì

Bánh mì và muối được tặng cho vị khách trong một buổi lễ chào mừng ở các nền văn hóa trên thế giới. Cặp thực phẩm này đặc biệt có ý nghĩa ở các quốc gia Slavơ, nhưng cũng đáng chú ý ở Bắc Âu, Baltic, Balkan và các nền văn hóa châu Âu khác, cũng như trong các nền văn hóa Trung Đông. Bánh mì và muối như là biểu tượng của một lời chào mừng truyền thống vẫn phổ biến ở Albania, Armenia và trong Cộng đồng người Do Thái. Truyền thống này đã được mở rộng đến chuyến bay vũ trụ của con người. Năm 2010, một hãng hàng không Hong Kong dùng bánh mì và muối trong lễ mừng đường bay thẳng tới Moskva. Nghi thức chào đón các phi hành gia trở về trái đất cũng không thể thiếu Khleb-sol. 

## Tổng quan
Từ thời Trung cổ, bánh mì và muối tinh là biểu tượng cho cuộc sống dư dả. Văn hóa Slavơ coi bánh mì là một thứ thiêng liêng. Không có bánh mì trong bếp nghĩa là nhà chẳng còn gì ăn. Trong khi đó, muối là thứ gia vị đắt đỏ và quý hiếm thời trung cổ, tới mức không phải ai cũng có thể bỏ tiền là mua được và nhiều người tin rằng muối thánh có thể xua đuổi quỷ dữ. Không chỉ tại Nga, bánh mì và muối còn xuất hiện trong màn chào đón truyền thống tại nhiều quốc gia châu Âu và Trung Đông. Người dân tại các quốc gia như Albania, Bulgaria, Belarus, Ukraine, Czech, Slovakia, Ba Lan, Macedonia, Romania và Serbia thường mời khách ăn bánh mì và muối. Tại Phần Lan, Estonia, Latvia, Lithuania hay Đức, bánh mì và muối được dùng để mừng lễ tân gia song người dân sẽ làm bánh mì đen. Người Đức còn có tục đặt hai thứ này vào tã của một trẻ sơ sinh. Trong văn hóa Arab, bánh mì và muối không xuất hiện khi nhà đón khách mà trở thành biểu tượng thiết lập tình bằng hữu khăng khít. Người Arab có cách nói "chúng ta như bánh mì và muối" để nhắc đến bạn bè, và "giữa họ là biển muối" để chỉ những người không đội trời chung.
Trong văn hóa, người Nga luôn đề cao việc đón tiếp khách đến nhà một cách ấm áp và hào phóng. Bánh mì và muối luôn xuất hiện trong những dịp đón chính khách tới Nga, bởi đây là một truyền thống quan trọng trong văn hóa xứ sở bạch dương mang tên Khleb-sol. Khi có khách quý, gia chủ sẽ chuẩn bị một ổ bánh mì Karavai đặt trên khăn thêu Rushnyk. Trên bánh đặt một chút muối ăn tinh ở chính giữa. Vào một số dịp đặc biệt, những thiếu nữ mặc váy truyền thống Sarafan và đội mũ Kokoshnik sẽ đem món ăn này mời khách. Từ "mến khách" trong tiếng Nga là "Khlebosolny" có nguồn gốc từ Khleb (bánh mì) và Sol (muối). Người Nga đón khách quý tới nhà bằng món ăn giản dị này thay lời chúc đủ đầy "mong nhà bạn sẽ không bao giờ thiếu bánh mì và muối". Để đáp lại, khách thường xé một miếng bánh mì chấm muối, tươi cười thưởng thức và nói "Khleb da sol!" - cầu chúc những điều tốt lành sẽ đến với gia chủ. Tiếp đãi khách đến nhà bằng bánh mỳ và muối đồng nghĩa với việc mối quan hệ giữa khách và chủ nhà là thân thiện và đầy tin cậy. Nếu khách từ chối thì nó như một sự sỉ nhục với chủ nhà. Trong văn hóa Nga, người ta thường nói về tình bạn thân thiết rằng: "Cùng nhau, họ ăn cả pút muối" (1 pood/pút = 16,38 kg), điều đó có nghĩa là hai người bạn đã cùng nhau trải qua nhiều thăng trầm, chia ngọt sẻ bùi.

## Văn hóa Nga

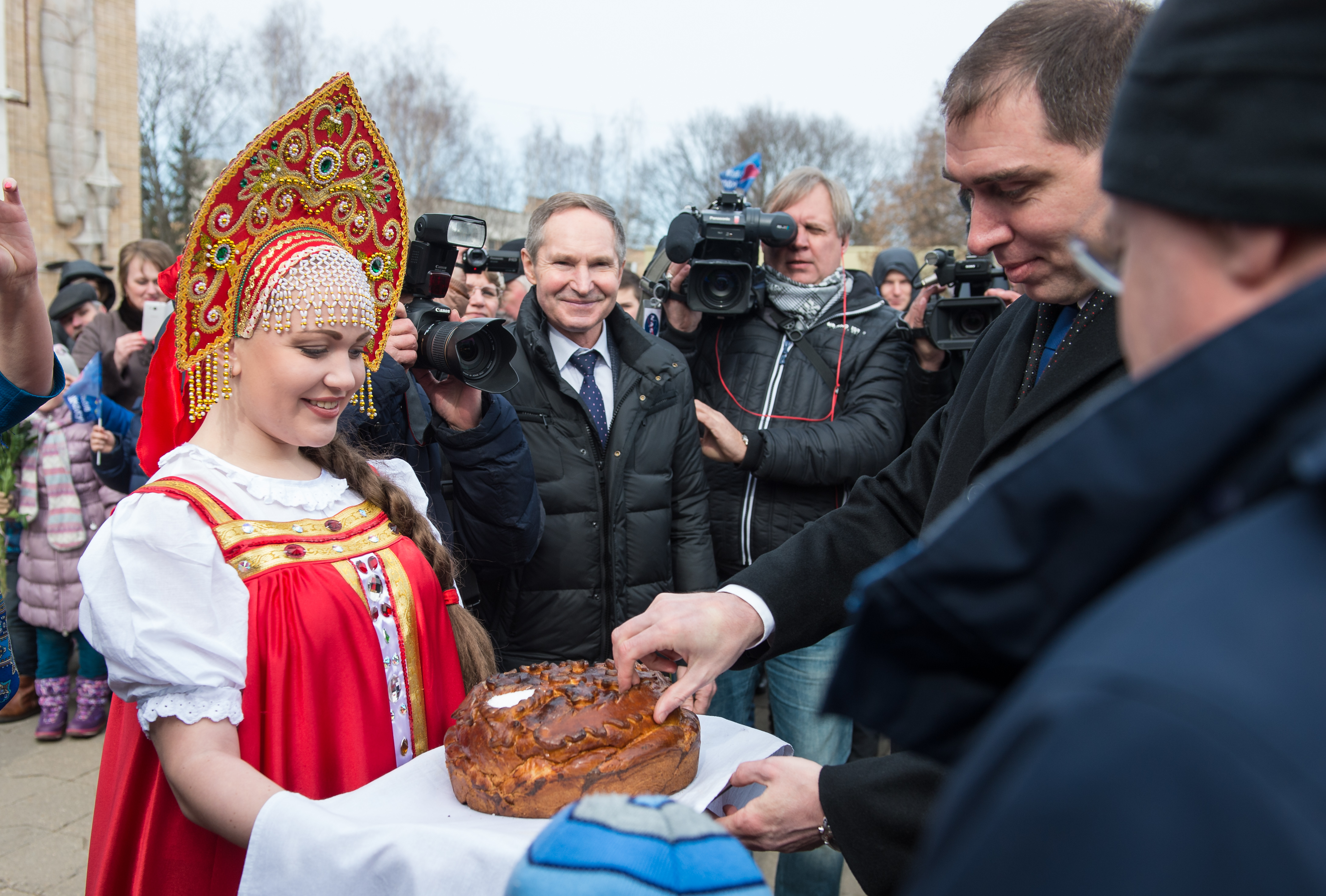
Lễ đón khách với bánh mì và muối ở Nga

Trong lễ cưới của người Nga, sau khi kết thúc các nghi lễ chính thức, cặp đôi trở về nhà, lúc này, cha mẹ của cặp đôi mới cưới sẽ đưa cho họ bánh mì và muối, hai người sẽ cùng nhau xé bánh, chấm muối và đưa cho nhau ăn, đây là hình ảnh tương trưng cho việc kể từ nay, họ sẵn sàng chia sẻ mọi khó khăn trong cuộc sống và sẽ chăm sóc cho nhau. Với ý nghĩa như vậy, trong lễ cưới truyền thống của người Nga, các bậc cha mẹ sẽ mang bánh mì và muối đến cho các con. Sau lễ thành hôn, cô dâu chú rể sẽ cùng nhau ăn món bánh mì muối này, như một lời hứa từ nay sẽ cùng nhau vượt qua mọi giông bão trong cuộc đời.
Tục lệ đón khách quý bằng bánh mỳ và muối đã quen thuộc với người dân Nga đã từ rất lâu đời. Sự kết hợp của bánh mỳ và muối đóng một vai trò quan trọng đặc biệt về biểu tượng vì bánh mỳ mang ý nghĩa mong muốn giàu có và sung túc, còn muối là sự bảo vệ con người tránh khỏi những ảnh hưởng xấu và sức mạnh của kẻ thù. Vị khách đến phải lấy một mẩu bánh mỳ, chấm muối sau đó ăn nó. Nghi lễ này đã trở thành biểu tượng cho việc làm quen với các giá trị cơ bản cuộc sống của người họ gặp. Điều này đồng thời cũng có ý nghĩa là vị khách đã bắt đầu mối quan hệ hữu nghị, sẵn sàng ăn cùng chủ nhà ăn "một pút muối", có nghĩa là chia sẻ mọi tai họa và khó khăn.
Trong văn hóa Nga xa xưa, bánh mì và muối tượng trưng cho sự giàu có và khỏe mạnh, vì vậy, chủ nhà thường thể hiện tấm thịnh tình của mình dành cho khách quý bằng cách mặc lên người bộ trang phục đẹp nhất, bày ra những món ngon nhất, trong đó không thể thiếu bánh mì và muối. Trong văn hóa dân gian Nga xa xưa, bánh mì là thứ thiêng liêng. Không có một mẩu bánh mì nào trong nhà nghĩa là nhà chẳng còn gì để ăn, bởi không có bữa ăn nào của người Nga thời ấy không bày bánh mì. Bánh mì là biểu tượng cho sự ổn định trong đời sống. Trong tục ngữ của Nga, bánh mì đen được ví là cha ruột của mỗi người. Ở thời xa xưa, tại Nga, muối là thức xa xỉ và không phải ai cũng đủ tiền mua muối do đó, người Nga từng có thói quen giữ muối chỉ để dùng vào dịp đặc biệt, chẳng hạn như tiếp khách quý. Khi ông Kim Jong-un tới Nga thì đã được chào đón với hoa và quà truyền thống gồm bánh mì và muối.
Người Nga nói rằng "Cả vua cũng không từ chối bánh mỳ và muối", theo quan niệm dân gian của Nga, sự trách móc lớn nhất có thể làm đối với một kẻ vong ân bội nghĩa đó là nói: "Ты забыл мой хлеб да соль-Ty zabyl moi khleb da sol" nghĩa là "kẻ đã quên bánh mì và muối". Sự hiếu khách, hào phóng được gọi là Хлебосольство- Khlebosolstvo cũng xuất phát chính từ việc tiếp đãi này. Trong thế kỷ XVI, vua chúa Nga trong bữa ăn đã gửi tới những vị khách quý của mình bánh mỳ và muối trong đó bánh mỳ tượng trưng cho sự sủng ái, còn muối là tình yêu. Cách gọi "bánh mỳ – muối" tại Nga cũng là một cách gọi chung cho việc tiếp đãi. Lời mời "bánh mỳ – muối" lại là hình thức mời tới dự tiệc. Ngày nay người Nga thường chúc nhau ở bàn ăn là "приятного аппетита-Priyatnovo appetita!", còn trước đây người Nga sẽ nói "хлеб да соль-Khleb da sol!". Trong đó câu chúc này có một ý nghĩa vô cùng đặc biệt, đó là nó sẽ xua đuổi mọi điều xấu. Những chủ nhà hiếu khách trong tiếng Nga được gọi là "khlebosolnye", trong đó, "khleb" là bánh mì và "sol" là muối.
Theo nghi thức Khleb-sol (trong đó, "khleb" nghĩa là bánh mì và "sol" nghĩa là muối), những thiếu nữ Nga trong trang phục truyền thống mang theo một chiếc bánh mì lớn hình tròn đặt trên một chiếc khăn, đi kèm là một lọ muối đặt trên bánh để mời khách. Khách cẩn thận xé một mẩu bánh, chấm vào muối và ăn. Hành động này mang ý nghĩa khởi đầu cho tình bạn giữa hai bên. Theo truyền thống, khách được đón tiếp bởi những người phụ nữ mặc trang phục truyền thống, trên tay người phụ nữ là chiếc bánh mì lớn hình tròn được đặt trên một chiếc khăn, đi kèm là một lọ muối đặt trên bánh. Khách cẩn thận xé một mẩu bánh, chấm vào muối rồi ăn. Màn ứng xử này là hình ảnh biểu trưng cho một tình bạn bắt đầu giữa hai bên. Người Nga thậm chí tin rằng ngay cả kẻ thù, sau khi ăn bánh mì và muối cùng ta, cũng có thể hàn gắn quan hệ. Ngoài ra, đối với người Nga, muối còn tượng trưng cho sự trong sáng thuần khiết của tâm hồn. Muối có thể để được rất lâu nếu được bảo quản đúng cách. Việc mời khách ăn bánh mì và muối không chỉ là lời chúc, mong khách giàu có, khỏe mạnh, mà còn chúc khách có được tâm hồn minh triết, trong lành, xua đi những gì đen tối, u ám.

## Chú thích

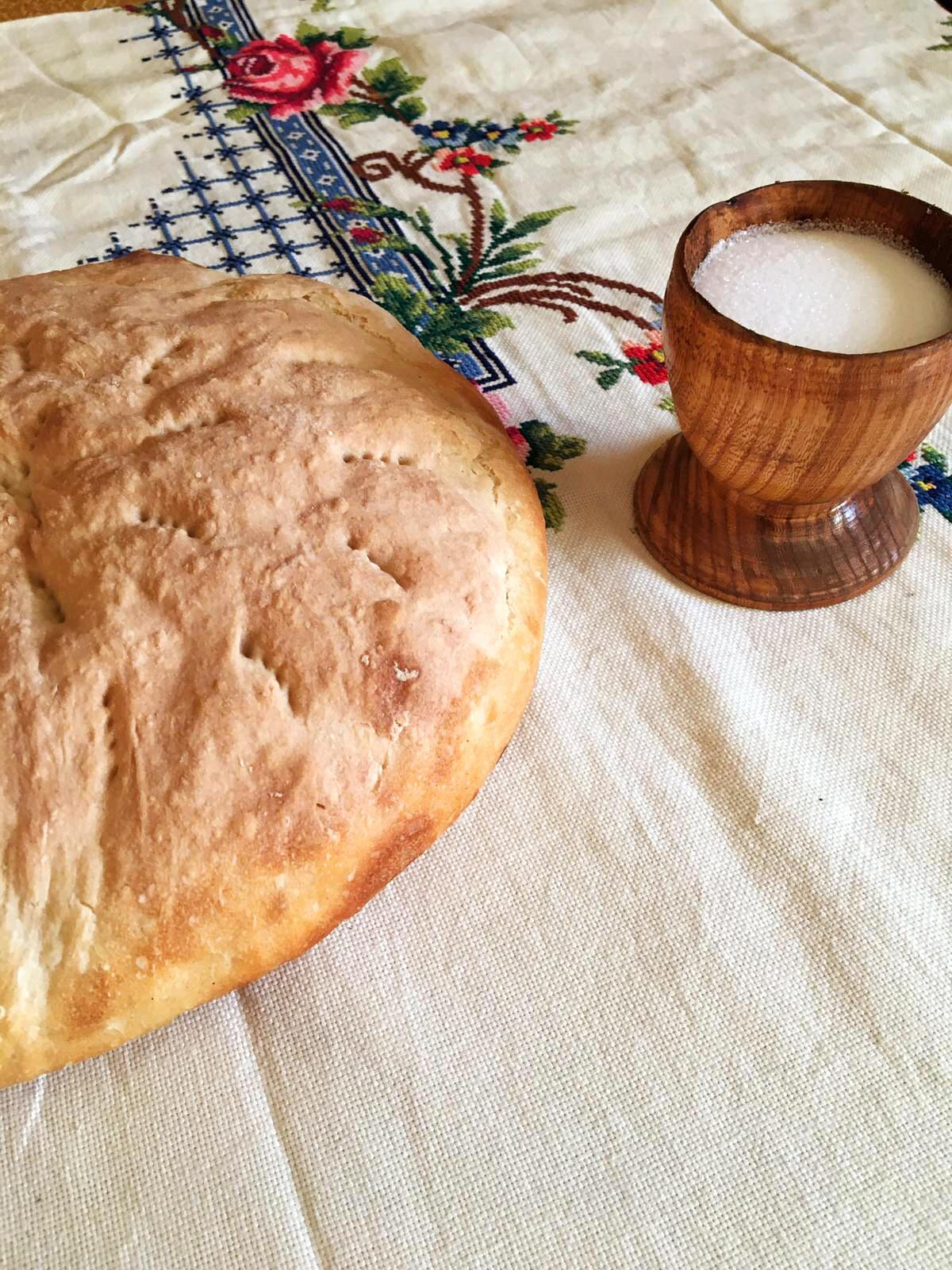
Bánh mì và muối ở Xéc-bia